# Rat Terrier
Il Rat Terrier è una varietà canina di origine statunitense non riconosciuta dalla FCI.
I maschi possono raggiungere i 36 - 46 centimetri di altezza e le femmine 25 - 38 con un peso da 7 a 11 chili per i maschi e 4 - 7 chili per le femmine. 
Hanno un carattere vivace e giocoso, a volte, quando giocano, tendono ad esagerare con i morsi, specialmente quando sono due femmine a giocare, oppure quando giocano con un cane di taglia più grande. I rat terrier non si rendono conto della loro piccola taglia e quindi non bisogna lasciarli giocare con i cani più grandi, perché, credendo di essere della loro stessa taglia, potrebbero farsi male.
Portarli a passeggio, annusano (e spesso masticano) qualunque cosa trovino.